# Distretto di Wiset Chai Chan
Il distretto di Wiset Chai Chan (in thailandese: วิเศษชัยชาญ) è un distretto (amphoe) della Thailandia, situato nella provincia di Ang Thong.